# Siniša Mali
Siniša Mali (in serbo Синиша Мали?; Belgrado, 25 agosto 1972) è un economista e politico serbo, Ministro delle finanze dal 2018 e Vice Primo ministro dal 2022.

## Biografia
Nato e cresciuto a Belgrado si è laureato nel 1995 presso l'Università di Belgrado, conseguendo poi nel 1998 un master presso la Facoltà di Economia; nel 1999 ha conseguito un altro master in amministrazione aziendale presso l'Università Washington a San Louis e nel 2013 ha concluso il dottorato presso la Facoltà di Scienze organizzative dell'ateneo di Belgrado. Appassionato di sport e scacchi, ha praticato nuoto, tennis, pallamano e calcio ed è stato membro di una rock band dove suonava chitarra e batteria.
Dopo gli studi ha lavorato come analista presso la divisione centroeuropea di Deloitte e presso la banca d'investimento Credit Suisse First Boston di New York.
Divenuto consigliere economico-finanziario del Vicepresidente della Serbia nel gennaio 2013, viene successivamente eletto come Presidente dell'Autorità provvisoria di Belgrado e poi come sindaco della stessa città nell'aprile 2014 col Partito Progressista Serbo (SNS).
Dopo aver annunciato che non si sarebbe ricandidato come sindaco è stato nominato nel maggio 2018 Ministro delle finanze nel primo governo di Ana Brnabić, divenendo a partire dal 2022 anche Vice Primo ministro.

## Vita privata
Dal 2003 al 2015 è stato sposato con Marija Mali e ha tre figli.